# 马维拉伊
马维拉伊（Mavilayi），是印度喀拉拉邦Kannur县的一个城镇。总人口11953（2001年）。

Maavilayi附近的Maavila Kaavu是Kannur的歷史悠久的寺廟之一，以每年慶祝Adiyutsavam聞名。Adiyutsavam是模擬戰爭節日，與Daivathar試圖解決Mootha kaikor和Ilaya kaikor之間的問題有關。

## 人口
该地2001年总人口11953人，其中男性5646人，女性6307人；0—6岁人口1246人，其中男616人，女630人；识字率84.37%，其中男性为87.09%，女性为81.94%。